# Ottenbach (Württemberg)
Ottenbach ist eine Gemeinde im Landkreis Göppingen in Baden-Württemberg. Sie gehört zur Region Stuttgart (bis 1992 Region Mittlerer Neckar) und zur Randzone der europäischen Metropolregion Stuttgart.

## Geographie

### Geographische Lage
Ottenbach liegt im oberen Tal der Krumm zwischen den Zeugenbergen Hohenstaufen im Westnordwesten, dem Rechberg im Nordosten und dem Stuifen im Osten im Rehgebirge genannten Teil des Vorlandes der östlichen Schwäbischen Alb, in Luftlinie rund acht Kilometer nordöstlich des Zentrums der Kreisstadt Göppingen und etwa ebensoweit südwestlich dessen von Schwäbisch Gmünd.

### Nachbargemeinden
Die Nachbargemeinden sind reihum von Osten bis Süden die Stadt Donzdorf, im Süden nur kurz die Gemeinde Salach, im Südwesten die Stadt Eislingen/Fils und im Nordwesten die Stadt Göppingen, die alle im eigenen Landkreis Göppingen liegen. Von Norden bis Osten, dort auch in Gestalt zweier kleiner Exklaven nach einem ersten Streifen Donzdorfer Gebietes, grenzen die Stadt Schwäbisch Gmünd sowie eine unbewohnte Exklave der Gemeinde Waldstetten, beide im Ostalbkreis, an.

### Gemeindegliederung
Zu Ottenbach gehören das Dorf Ottenbach, die Weiler Geyrenwald, Jackenhof, Kitzen, Schurrhof und Stixenhöfe, die Höfe Bärenhöfe, Breitfelder Hof, Cyriakushof, Etzberg, Feuerleshof, Fladenhof, Haldenhof, Herbenhof, Holzhäuser Hof, Kübelhof, Lindenhöfe, Lochhof, Merzenhöfe, Neuhof, Obergruppenhof, Obermühleisenhof, Peterlingshöfe, Saurenhof, Schonterhöfe, Sonnental (Fuchstal), Strudelhof, Untermühleisenhöfe, Waldenhof und Wannenhof und das Haus Schafhöfle.

### Flächenaufteilung
Nach Daten des Statistischen Landesamtes, Stand 2014.

## Geschichte

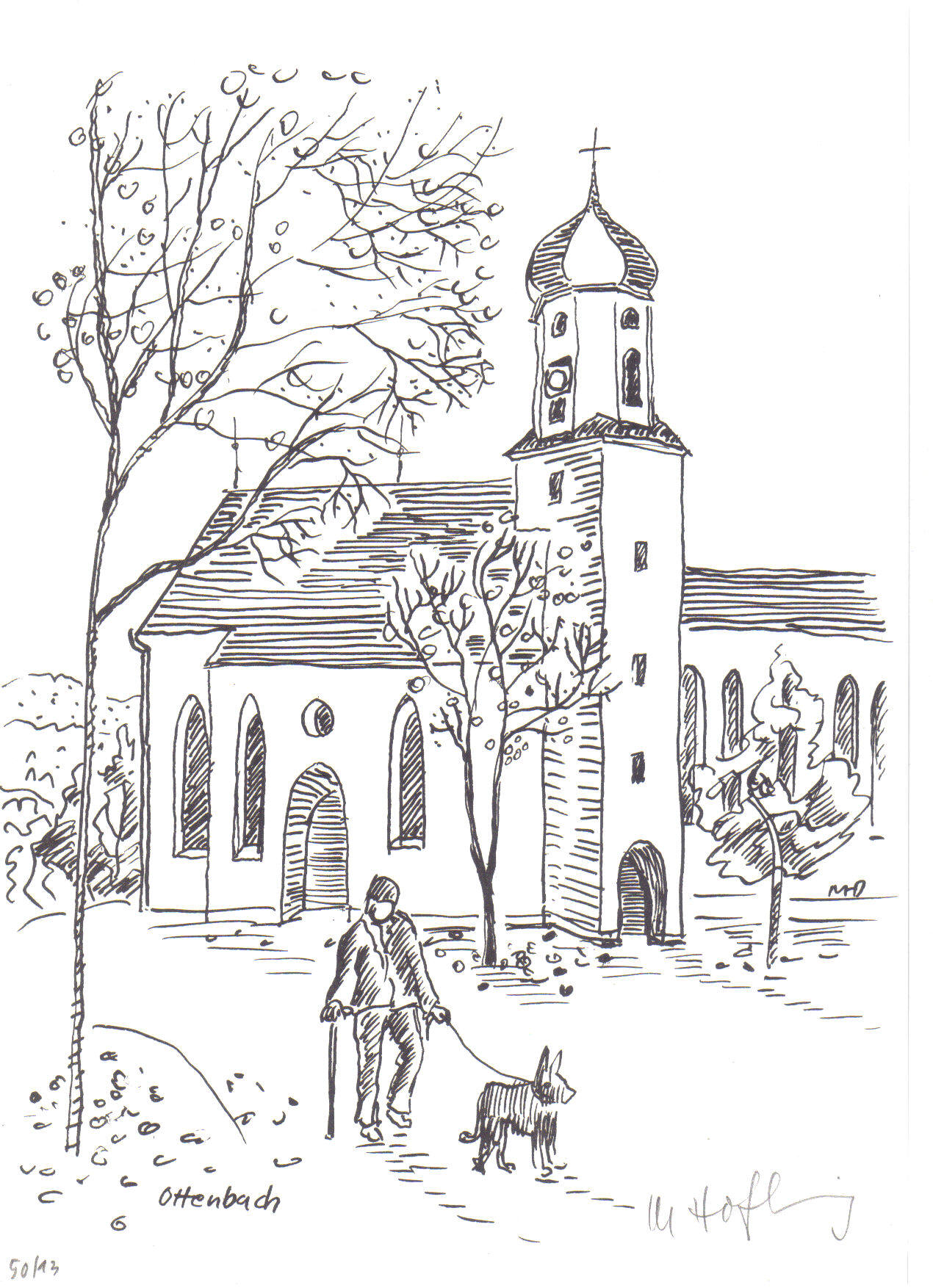
Ottenbach, Zeichnung von M. Hofheinz-Döring, 1977

### Bis zum Ende des 18. Jahrhunderts
Ottenbach wurde im Jahr 1275 in dem Steuerregister liber decimationis des Bistums Konstanz erstmals urkundlich erwähnt. Es wird angenommen, dass der Ort anfangs eines der Stammgüter der Staufer war.
In den folgenden Jahrhunderten wurde Ottenbach hauptsächlich von den Rechbergern beherrscht, einzelne Gehöfte auch von verschiedenen anderen weltlichen und geistlichen Obrigkeiten, darunter – über Besitzungen des Klosters Lorch – das Haus Württemberg, welches im 16. Jahrhundert für seine Untertanen die Reformation einführte. Weitere Herrschaftsrechte am Ort hatten unter anderem die Stiftsverwaltung Oberhofen bei Göppingen sowie die Grafen von Degenfeld.

### Seit dem 19. Jahrhundert
1806 fiel Ottenbach an das Königreich Württemberg und wurde dem Oberamt Göppingen zugeordnet. Kurzzeitig war Ottenbach Ortsteil der damals selbstständigen Gemeinde Hohenstaufen.
Seit 1825 ist Ottenbach eine selbstständige Kommune.
Bei der Verwaltungsreform während der NS-Zeit in Württemberg gelangte Ottenbach 1938 zum Landkreis Göppingen.
1945 wurde der Ort Teil der Amerikanischen Besatzungszone und gehörte somit zum neu gegründeten Land Württemberg-Baden, das 1952 im jetzigen Bundesland Baden-Württemberg aufging.
Am 1. August 1971 erhielt Ottenbach ein Gebiet mit fast 150 Einwohnern von Hohenstaufen. Es handelt sich dabei um die Wohnplätze Cyriakushof, Geyrenwald, Herbenhof, Holzhäuser Hof, Jackenhof, Lochhof, Saurenhof, Schurrhof, Sonnentalhof und Strudelhof.

### Name der Gemeinde
Woher der Name „Ottenbach“ stammt, ist bis heute nicht klar bestimmt. Man vermutet, dass er von „Aucht“, das bedeutet „Nachtweide“, abgeleitet wird.

### Einwohnerentwicklung
- 1825: 0362 Einwohner
- 1945: 0650 Einwohner
- 1950: 0982 Einwohner
- 1966: 1401 Einwohner
- 1980: 2090 Einwohner
- 1987: 2084 Einwohner
- 1991: 2223 Einwohner
- 1995: 2306 Einwohner
- 2005: 2474 Einwohner
- 2010: 2443 Einwohner
- 2015: 2463 Einwohner
- 2020: 2461 Einwohner

Quelle: Statistisches Landesamt BW

## Politik

### Gemeinderat
Der Ottenbacher Gemeinderat besteht aus 12 Mitgliedern. Bei der Kommunalwahl am 9. Juni 2024 wurde der Gemeinderat durch Mehrheitswahl gewählt. Mehrheitswahl findet statt, wenn kein oder nur ein Wahlvorschlag eingereicht wurde. Die Bewerber mit den höchsten Stimmenzahlen sind dann gewählt. Der Gemeinderat besteht aus den ehrenamtlichen Gemeinderäten und dem Bürgermeister als Vorsitzendem. Der Bürgermeister ist im Gemeinderat stimmberechtigt. Die Wahlbeteiligung betrug 73,24 %.

### Bürgermeister
- Bernhard Eisele: 1913–1924
- Karl Weber: 1925–1946
- Adolf Sonnentag: 1946–1966
- Bernhard Frick: 1966–2002
- Oliver Franz: seit 2002

### Wappen und Flagge
|  |  |

| | Blasonierung: „In Gold über einem erniedrigten blauen Wellenbalken ein halber roter Rehbock.“ |
| Wappenbegründung: Der Rehbock soll sowohl auf das Rehgebirge, als auch auf die Familie von Rechberg hinweisen, zu der Ottenbach einst gehörte. Durch den Wellenbalken wird das Wappen „redend“. Die Farben Rot und Gold entstammen dem Wappen der Rechberger. Ein erster Wappenentwurf mit einem halben Rehbock in goldenem Schild wurde bereits 1931 von der Archivdirektion der Gemeinde unterbreitet. Die Flagge ist Rot-Gelb. |                                                                                               |

## Religion
Ottenbach blieb nach der Reformation bis ins 20. Jahrhundert hinein katholisch.

### Katholische Kirche
Die spätgotische Pfarrkirche St. Sebastian wurde 1700 und erneut 1930 weitgehend umgebaut. Die Kirchengemeinde gehört zur Seelsorgeeinheit Mittleres Filstal des Dekanats Göppingen-Geislingen.

### Evangelische Kirche
Die überwiegend erst nach dem Zweiten Weltkrieg zugezogenen evangelischen Bewohner wurden zunächst der evangelischen Kirchengemeinde Hohenstaufen zugeordnet. Seit 2015 gehört Ottenbach zur Christuskirchengemeinde Eislingen. Die Gemeindebezeichnung lautet seitdem Evangelische Christuskirchengemeinde Eislingen-Ottenbach und ist Bestandteil des Kirchenbezirks Göppingen. In den 1990er Jahren wurde ein Bauernhaus zum evangelischen Gemeindehaus umgebaut.

## Sport
Überregional bekannt wurde Ottenbach durch die Organisation und Durchführung des Radmarathons „Alb-Extrem“. Die Rundfahrt findet jedes Jahr am letzten Sonntag im Juni statt und führt mit vielen Anstiegen durch die Landschaft der Schwäbischen Alb. Zur Auswahl stehen dabei mehrere Strecken, von der Einsteigerstrecke „Alb-e@sy“ mit 90 Kilometern und 1500 Höhenmetern bis zum „Traufkönig-Ultramarathon“ mit 300 Kilometern und 6000 Höhenmetern.
Den Ottenbacher Silvesterlauf über Distanzen von 10 und 6,5 Kilometern veranstaltet jährlich an Silvester der TSV Ottenbach.

## Wirtschaft und Infrastruktur

### Verkehr
Ottenbach besitzt keinen Bahnhof, ist jedoch über die Buslinie 941, die mehrere Haltestellen in Ottenbach anfährt, in das Filsland-Busnetz integriert.
Als Gemeinde im Landkreis Göppingen ist auch die Gemeinde Ottenbach Teil des Verkehrsverbundes Stuttgart (VVS).

### Bildung
In Ottenbach gibt es eine Grundschule, alle weiterführenden Schulen findet man in umliegenden Gemeinden oder Städten. Eine Gemeinschaftsschule befindet sich in Salach, Realschulen und Gymnasien in Eislingen und Göppingen.

## Söhne und Töchter der Gemeinde
- Bruno Klaus (1848–1915), Lehrer und Heimatforscher, Ehrenbürger der Stadt Schwäbisch Gmünd
- Arthur Mayer (1911–1998), Psychologe

## Sonstiges
Ottenbach wird in der Umgebung oft als „im Tal der Liebe“ bezeichnet.